# Retablo de San Miguel (Corrales de Duero)

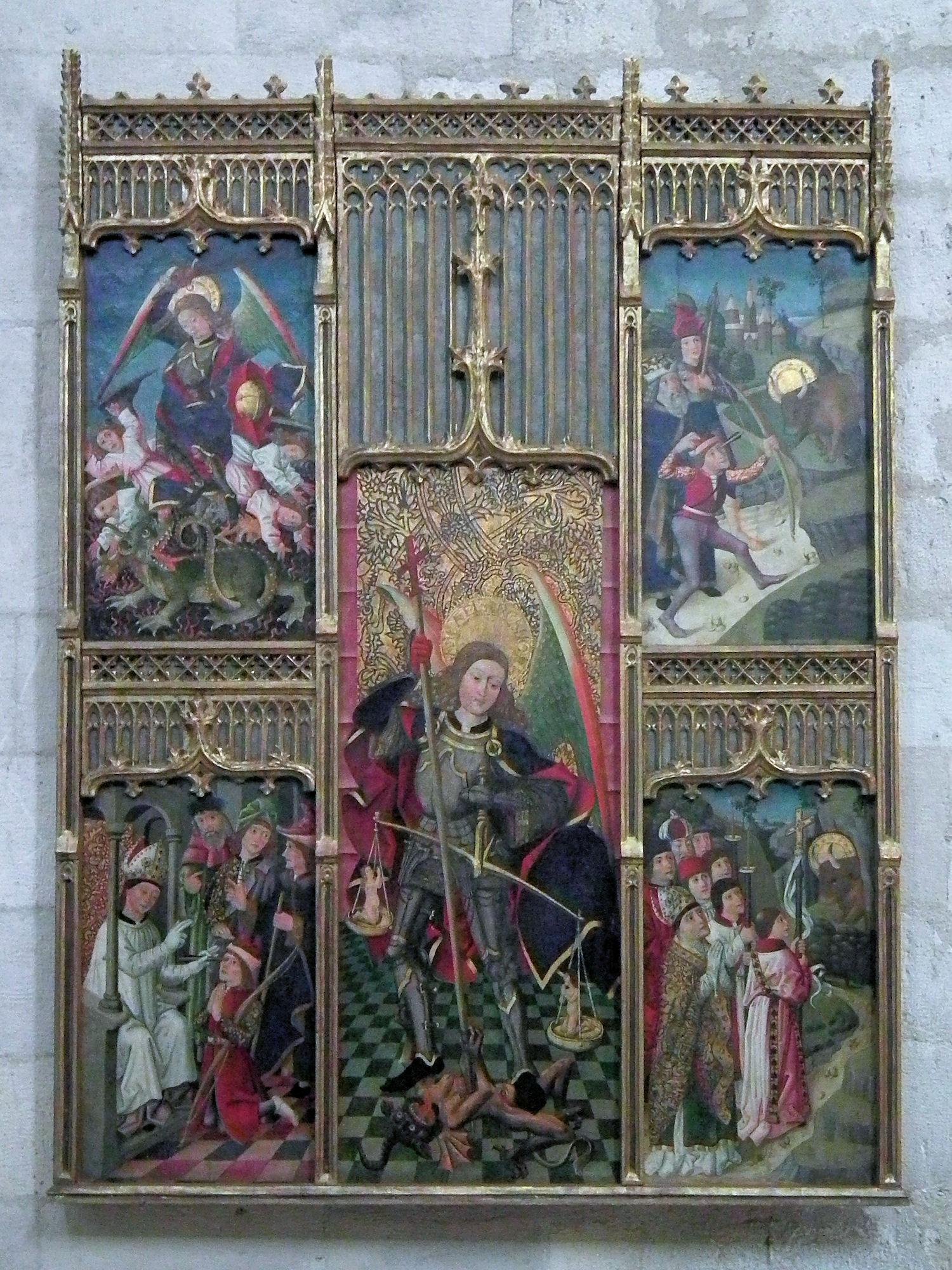
Retablo de San Miguel del Maestro de Osma

El retablo de San Miguel es una obra pictórica que fue concebida para la iglesia parroquial de Nuestra Señora de la Asunción del municipio español Corrales de Duero en la provincia de Valladolid, España. Su autor es el anónimo Maestro de Osma a quien se conoce activo entre finales del siglo xv y principios del xvi. Es un óleo sobre tabla con unas medidas de 131 x 174 cm. Se conserva en el Museo Diocesano y Catedralicio de Valladolid. Estuvo expuesto en Las Edades del Hombre de Valladolid El arte en la Iglesia de Castilla y León, 1988 con el título Retablo de San Miguel, número 113 del catálogo.

## Historia
El historiador de arte e hispanista Chandler Rathfon Post (1881 – 1959) conoció esta obra a través de unas fotografías y tras un somero estudio lanzó la hipótesis de que su autoría se debía a algún seguidor del Maestro de Osma. En 1972 se llevó a cabo en el Instituto del Patrimonio Cultural de España de Madrid una limpieza y restauración del retablo en que salió a la luz el verdadero colorido y muchos detalles ocultos por la suciedad y los desperfectos; a continuación se depositó en el Museo Diocesano y Catedralicio de Valladolid. En este nuevo espacio el profesor J.J. Martín González tuvo la oportunidad de hacer un estudio meticuloso y llegó a la conclusión de que era obra salida de las manos del pintor conocido como Maestro de Osma.

## Descripción y tema
El conjunto lo forman cinco escenas realizadas sobre una sola tabla a la que se acopló en el museo la arquitectura de un retablo acorde con el estilo de las pinturas del gótico flamígero. La tabla central mide 114 x 47 cm. Representa la figura de San Miguel como pesador de almas o psicopompo, vestido de guerrero con armadura y empuñando una lanza que clava en el cuerpo del demonio en actitud de vencedor. En el nimbo dorado puede leerse su nombre Micael Arcángel. El suelo está dibujado con baldosas.
La tabla de arriba a la izquierda —66 x 38 cm— representa la escena de la lucha de San Miguel contra los ángeles rebeldes, identificados en este caso con figuras de cuatro ángeles niños que se precipitan a los infiernos. Abajo en el Averno un terrible monstruo con forma de dragón fantástico les espera.

Hubo un gran combate en los cielos. Miguel y sus ángeles lucharon contra el Dragón. También el Dragón y sus ángeles combatieron, pero no prevalecieron y no hubo ya lugar en el Cielo para ellos. Y fue arrojado el Dragón, la Serpiente antigua, el llamado Diablo y Satanás, el seductor del mundo entero; fue arrojado a la tierra y sus ángeles con él. (Apocalipsis 12, 7-9)

La tabla frontera en la esquina de la derecha representa el milagro del monte Gargano. En el año 390 vivía en Siponto (Italia) un ganadero de ovejas y bueyes llamado Gargano. En una ocasión uno de los toros se apartó de la manada para ir a refugiarse en lo alto del monte y en el interior de una cueva. El animal se resistía a moverse por lo que un arquero le lanzó una flecha que por el camino tomó el rumbo contrario viniendo a clavarse en su propio ojo.  Recurrió entonces al obispo quien con sumo cuidado pudo arrancar la flecha siguiendo las instrucciones de San Miguel que además mostró su deseo de que se edificase allí un santuario dedicado a su nombre. La pintura muestra el momento en que el arquero es herido.
En la tabla de la izquierda, abajo está representado el obispo de Siponto en el momento en que saca la flecha envenenada del ojo del pastor Gargano y a la derecha la procesión hasta la cueva del monte donde se había refugiado el toro sagrado protegido por San Miguel.

Detalle de dos tablas del retablo
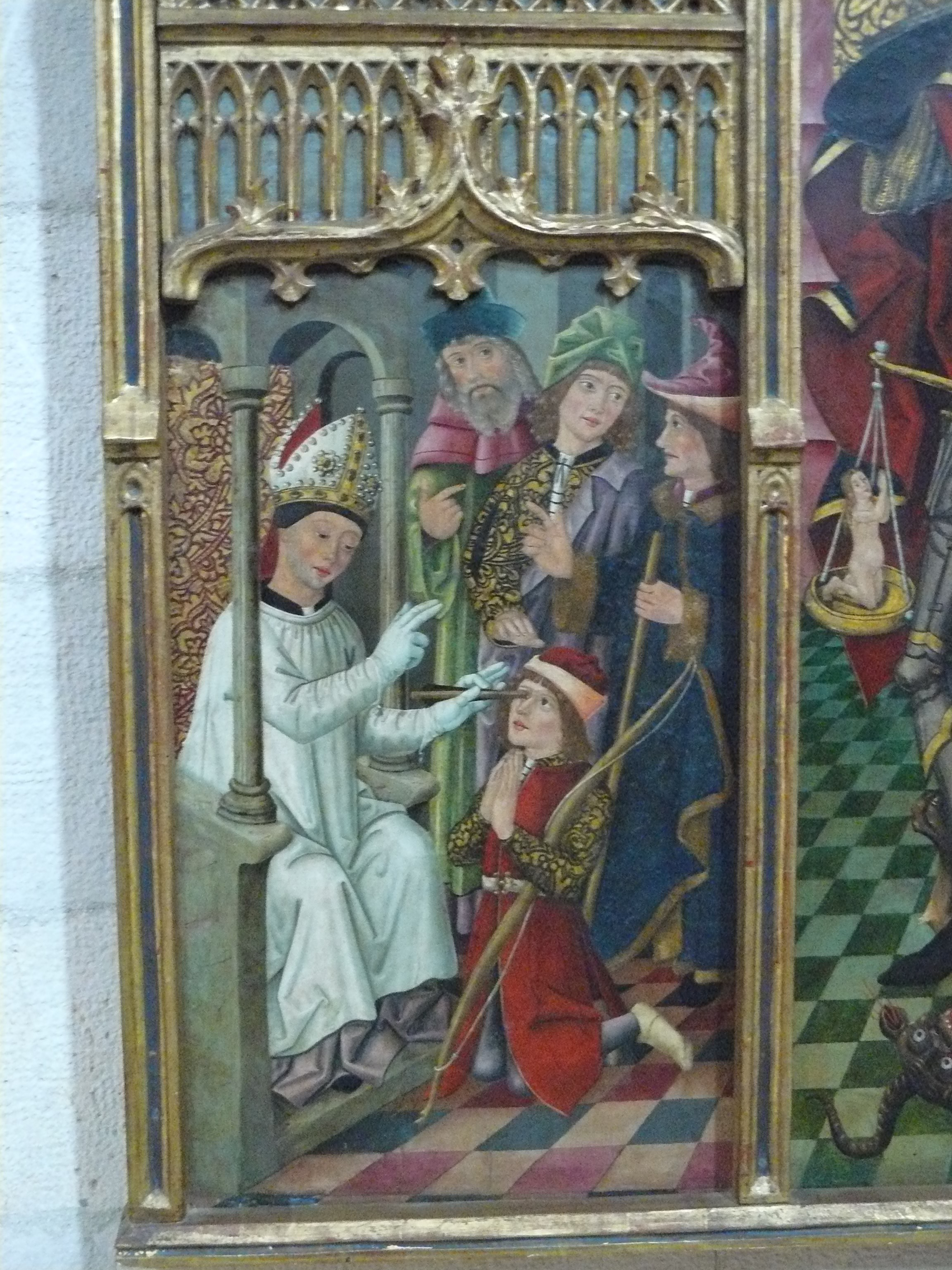
El obispo realiza la extracción de la flecha envenenada clavada en el ojo de Gargano
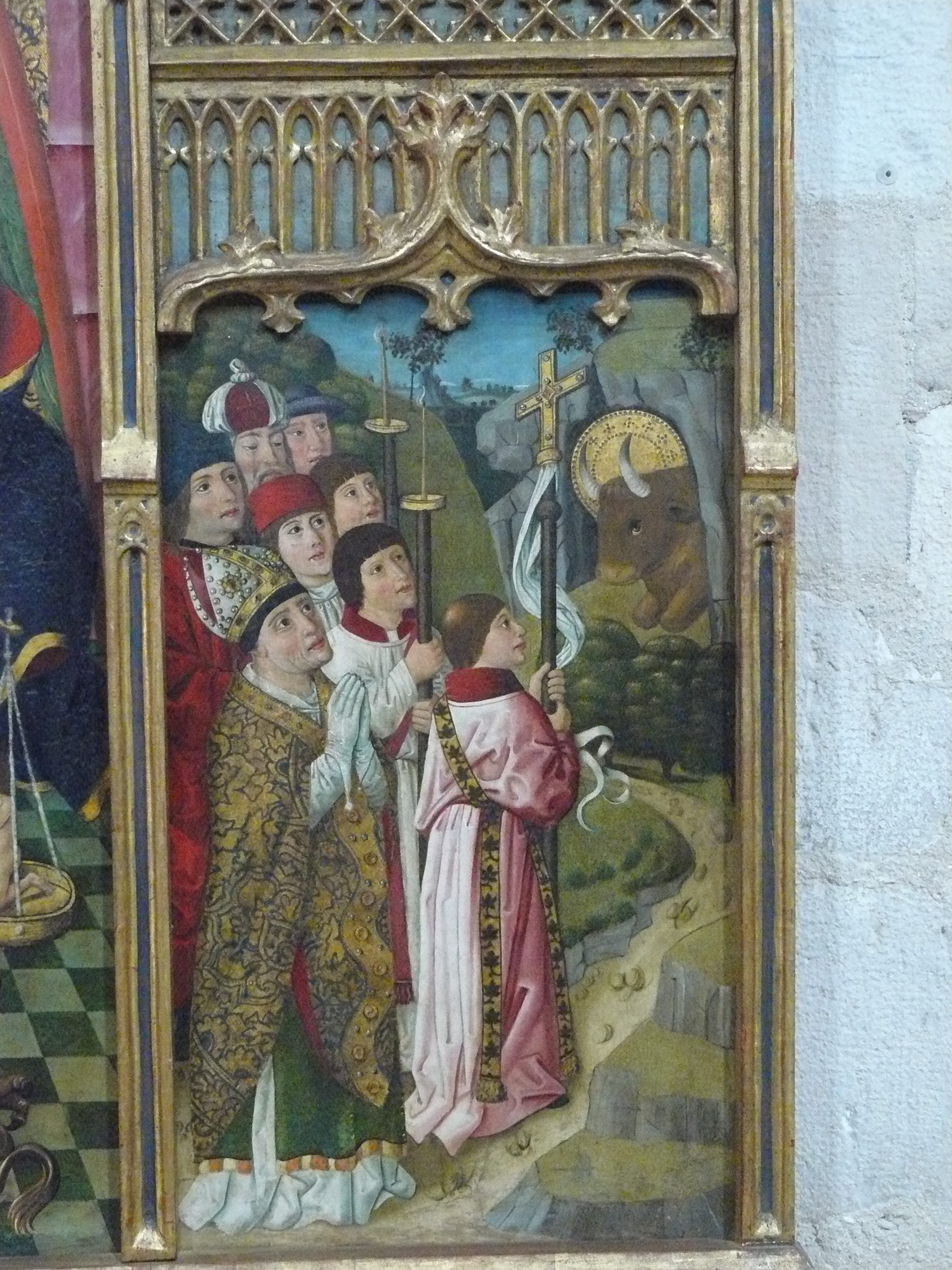
Procesión hasta llegar a la cueva donde se había refugiado el toro protegido por San Miguel